# Ragdoll
Pour les articles homonymes, voir Physique Ragdoll.
Le ragdoll est une race de chats originaire des États-Unis. Le nom de ce chat de grande taille provient d'une particularité étonnante : lorsqu'on le porte, il devient aussi mou qu'une poupée de chiffon, « ragdoll » en anglais.

## Origines
La race est originaire des États-Unis, plus précisément de Riverside en Californie. Elle a été créée en 1963 par Ann Baker, éleveuse de persans.
Ann Baker accoupla une chatte blanche à poils mi-longs du nom de Joséphine avec un mâle d'origine inconnue nommé Blackie.
Aux États-Unis, le Ragdoll est reconnu dès 1965. En 1969, un couple d'éleveurs, Laura et Denny Dayton, achètent chez Ann Baker quatre ragdolls et établissent un élevage sous le nom de Blossom Time.
Ann Baker crée en 1971 l'International Ragdoll Cat Association (I.R.C.A). Elle garde la mainmise sur les descendants de Joséphine et impose beaucoup de contraintes aux autres éleveurs de ragdolls, si bien qu'en 1994, un groupe d'éleveurs décide de couper les ponts avec le monde du ragdoll et crée à partir de cette race une nouvelle, nommée ragamuffin.
En Europe, les premiers ragdolls, descendants directs de Joséphine, sont importés vers la Grande-Bretagne en 1981. Ce sont deux amies anglaises qui, intriguées par ce qu'elles entendent des médias américains, se décident à faire chacune un élevage. Elles se procurent chacune un couple de la chatterie « Blossom Time ». Ces quatre chats sont pour beaucoup dans l'établissement de la race en Europe.
Un club de passionnés « British ragdoll Club » est fondé en 1987 et la race est reconnue par le GCCF en 1991 ; un an plus tard, la FIFé fait de même.

Entre-temps, le ragdoll est introduit en Allemagne (1985) et en France (1986) par Noëlle Vialatte à la « Chatterie de Gailande » à Biarritz. C'est un couple provenant d'un des deux premiers élevages des amies anglaises : « Patriarca Ragabarfield », un mâle colourpoint bleu, et « Patriarca Rag Blossom », une femelle bicolore Seal. La race est reconnue cette même année par l'ANCFF. La première portée naît en France chez Noëlle Vialatte en 1988.

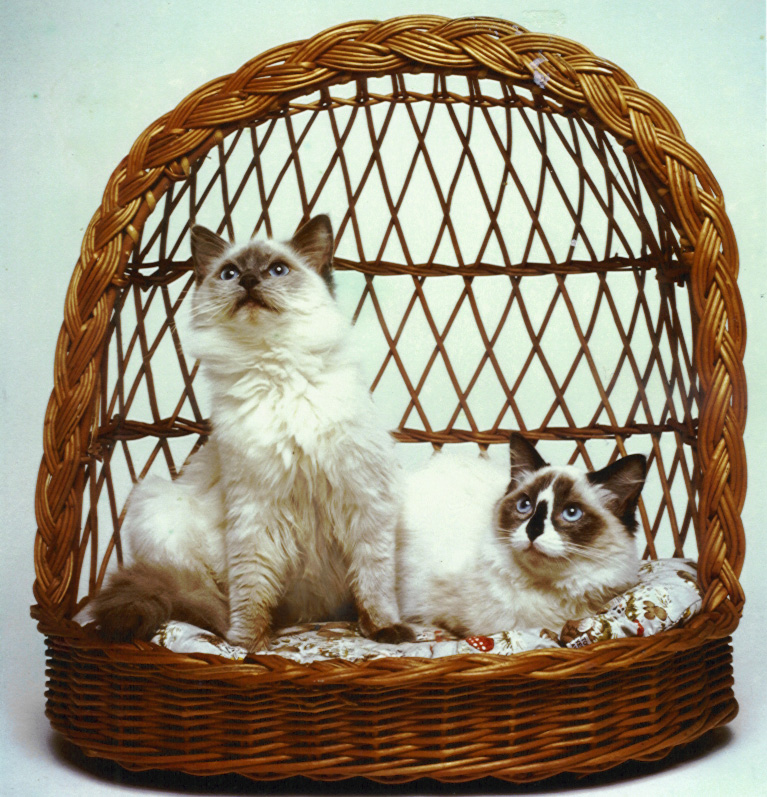
Les Premiers Ragdolls en France 1986.

Le premier club français Le Ragdoll Club France est créé en 1993.
La fondatrice de la race, Ann Baker, meurt en janvier 1997.

### Origine supposée
Sa caractéristique « poupée de chiffon » serait peut-être un caractère néoténique ; en effet, lorsque la mère porte un chaton en les prenant par le cou, le petit se laisse complètement faire. Cela s'atténue avec l'âge puis disparaît presque totalement (mais pas complètement, ce qui explique qu'on peut contrôler les chats en les prenant par la peau du cou). Chez le ragdoll, ce caractère reste marqué à l'âge adulte.
La race de Blackie, le mâle accouplé avec Joséphine après son accident de voiture (et donc le père des premiers ragdolls), est également inconnue. On a pensé au sacré de Birmanie et au burmese mais ces théories semblent peu vraisemblables car ces deux races étaient très rares à l'époque. Actuellement, on pense qu'il s'agissait plutôt d'un chat de gouttière à poils mi-longs. Ann Baker pratiqua une forte consanguinité et accoupla Joséphine avec ses chatons mâles à plusieurs reprises, ainsi que les frères et sœurs entre eux.

### Origine légendaire
Joséphine était la chatte d'un voisin d'Ann Baker. Lorsque cette chatte fut percutée par une voiture, elle fut soignée à l'université et guérit sans séquelles visibles. La suite de l'histoire n'est actuellement pas toujours claire. De nombreuses légendes entourent cette race controversée.
La légende dit que l'accident de voiture rendit Joséphine insensible à la douleur, et que ses chatons, comme elle, y étaient également insensibles. Cette fable n'a évidemment aucun fondement scientifique, ni logique, et ces chats ne sont pas du tout insensibles à la douleur.
Blackie est décrit par Ann Baker comme un chat imposant, parfois ganté comme le birman et avec une tache blanche sur le nez, parfois il s'agit plutôt d'un mâle chocolat.
On dit que Joséphine eut trois petits et c'est à ce moment même qu'Ann Baker remarqua le caractère extrêmement doux et affectueux des chatons, qu'elle adopta et fit reproduire. Par la suite, elle raconta de nombreuses histoires contradictoires et incohérentes, parfois absurdes, sur l'origine de cette race, tantôt le résultat de mutations génétiques, tantôt œuvre de Dieu ou fruit d'un enlèvement par des extraterrestres. Ce fut la première éleveuse à utiliser le marketing (journaux, télévision locale, etc.) pour faire connaître une race.

### Popularité
Après les États-Unis où la race est très populaire, le ragdoll gagne le cœur de l'Angleterre, de la Scandinavie et d'une grande partie de l'Europe. En France, notamment en raison de la forte popularité du sacré de Birmanie, il met un certain temps à conquérir le public.
Depuis 2007, le ragdoll est toutefois entré dans les dix races les plus représentées en France. Cela ne représente pourtant que 1,70 % du total des chats de race français. En Angleterre, comme en Scandinavie, il occupe le top 10 depuis de nombreuses années.

## Standards

### Corps

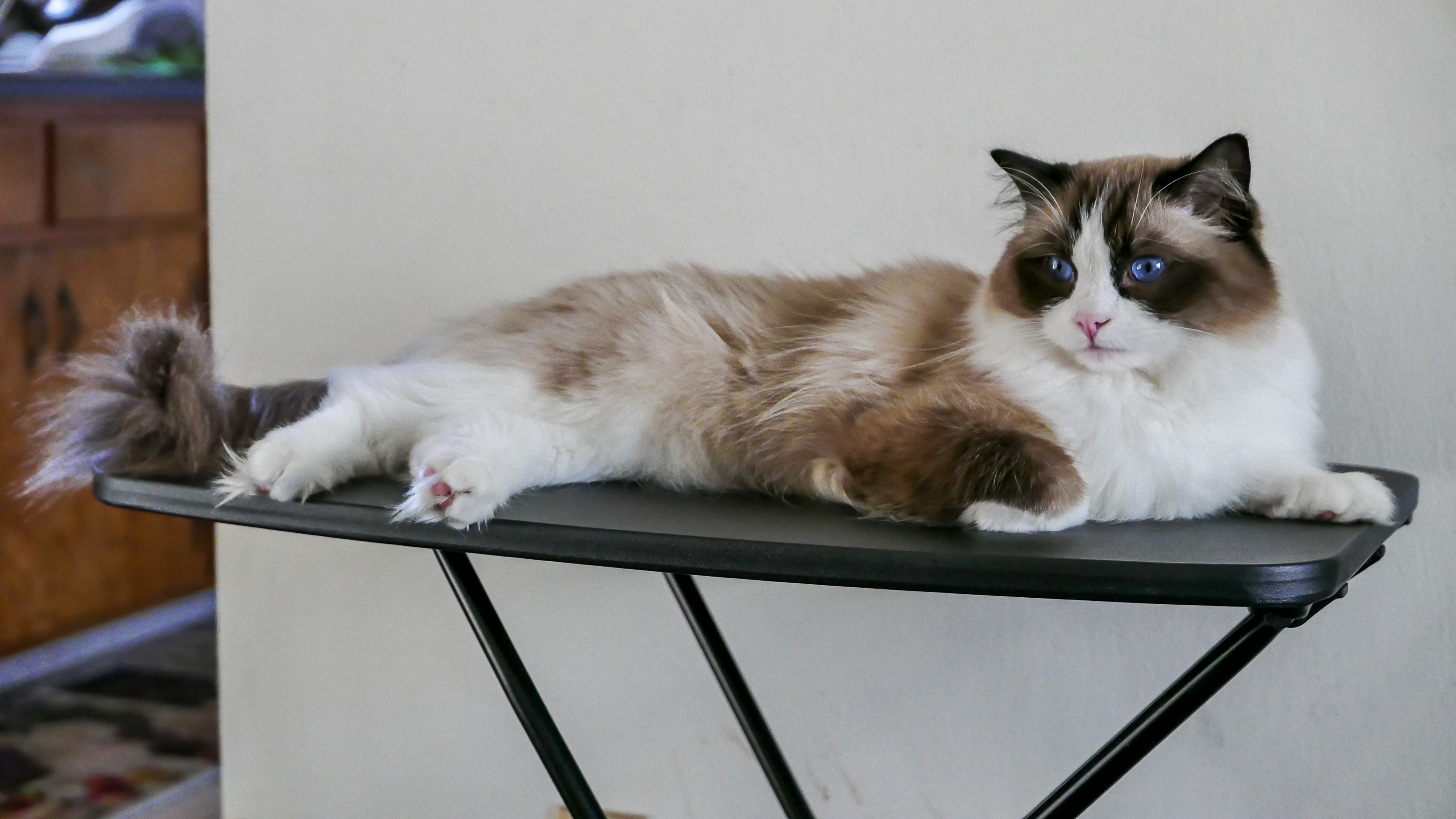
Ragdoll se reposant.

Le ragdoll est un chat de grande taille, puisque les mâles peuvent peser près de neuf kilos à l'âge adulte et les femelles 4 à 6 kilos. Pour arriver à cette taille, ils ont une croissance lente, s'étalant pour les mâles jusqu'à l'âge de 2 ou 3 ans.
Leur corps est rectangulaire, plutôt long et fort. Un manque au niveau musculaire ou une ossature fine disqualifierait immédiatement le chat.
La poitrine est large et ronde, cependant la largeur entre les pattes avant et arrière est la même. L'arrière-main est légèrement plus haute que l'avant-main et elle est bien développée. Les pattes sont de taille moyenne, proportionnées au corps avec une musculature et une ossature puissantes. Trop courtes, elles pénaliseraient le chat lors d'expositions. Les pieds sont grands, de forme ronde avec toujours de nombreux poils entre les coussinets . La queue est longue et portée en panache. Repliée sur le dos du chat, elle devrait atteindre les omoplates.
Bien que ce soit un grand chat assez lourd, il ne doit pas être gros et seule une poche ventrale est acceptée.

### Tête

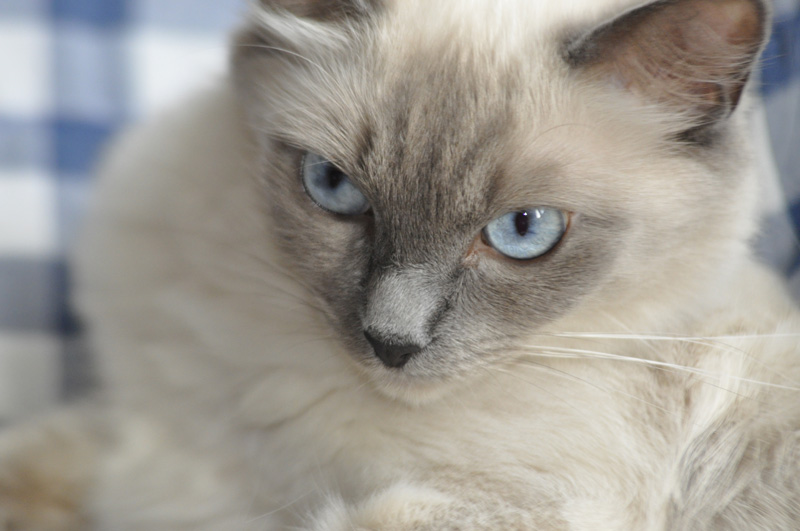
Le ragdoll a toujours les yeux bleus.

Leur tête est de taille moyenne et forme un triangle aux contours arrondis de face. De face également, on remarque que l'espace entre les oreilles est plat. De profil, le front est plat et se termine avec un léger creux au niveau du nez, dit « en toboggan ».
Le creux du nez trop marqué peut entraîner des pénalités. Le museau est de taille moyenne, bien développé et arrondi.
Les yeux sont grands et ovales, toujours de couleur bleue (une autre couleur est disqualifiante) et légèrement inclinés. Des yeux trop petits ou ronds sont pénalisés.
Les oreilles sont de taille moyenne et placées dans le prolongement du triangle formé par la tête. Elles sont larges à la base et s'arrondissent à l'extrémité. Si tel n'était pas le cas (oreilles pointues par exemple), cela serait considéré comme un défaut. De profil, les oreilles pointent légèrement vers l'avant.

### Robe et fourrure

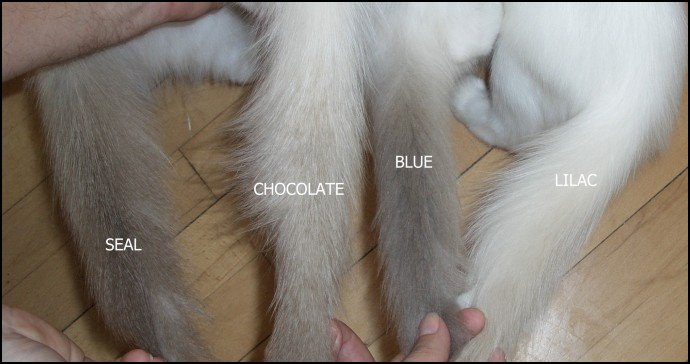
Quatre principales couleurs des ragdolls (ici, des queues) : seal est la plus fréquente, ensuite bleue ; chocolat et lilas sont plus rares.

Le ragdoll naît tout blanc et prend de la couleur au 2e ou 3e mois. Sa fourrure est mi-longue ; elle est composée de beaucoup de poils de garde et de peu de sous-poils, ce qui le rend extrêmement doux et évite trop de nœuds.
Les poils sont courts sur le visage mais plus longs sur le reste du corps, particulièrement sur le dos, le crâne et avec une collerette au niveau de l'encolure. Le bas des pattes est aussi couvert de poils plus courts, ce qui donne un effet « pantalon ». La fourrure est près du corps et s'ouvre lorsque le chat bouge.
Les robes acceptées sont au nombre de trois patrons : colourpoint, mitted et bicolores.
- Colourpoint : pointage régulier et homogène avec une tolérance pour les chats de moins de deux ans[11].
- Mitted : le chat est pointé[Quoi ?] comme chez un colourpoint, à l'exception des pattes[11]. À l'avant, seul le pied est blanc et à l'arrière, le gantage remonte jusqu'aux cuisses[11], contrairement au sacré de Birmanie où le gantage se termine en éperon sous les pattes[12]. Aucune tache de couleur ne doit être présente sur le gantage[11]. Le menton doit absolument être blanc. Cette bande blanche se prolonge sous le ventre et jusqu'à la naissance de la queue[11]. Ceci différencie aussi le ragdoll mitted du birman dont le menton est coloré et sans bande sous le corps[12]. Les taches blanches sur le nez sont acceptées à condition qu'elles s'arrêtent avant la truffe[11].
- Bicolore : le masque se présente sous forme d'un V inversé sur la tête et qui ne doit pas dépasser le bord extérieur des yeux[11]. Les oreilles sont colorées, le reste du corps est clair, les pattes blanches[11]. Des taches blanches sont acceptées en petite quantité[11].
- Van : coloration uniquement du haut du crâne, des oreilles et de la queue. Tout le reste du corps est blanc[11]. La CFA autorise ce patron supplémentaire[13]. En France, le LOOF ne l'accepte que comme nouvelle couleur, c'est-à-dire que les ragdolls van peuvent participer aux expositions mais pas remporter de prix[11].

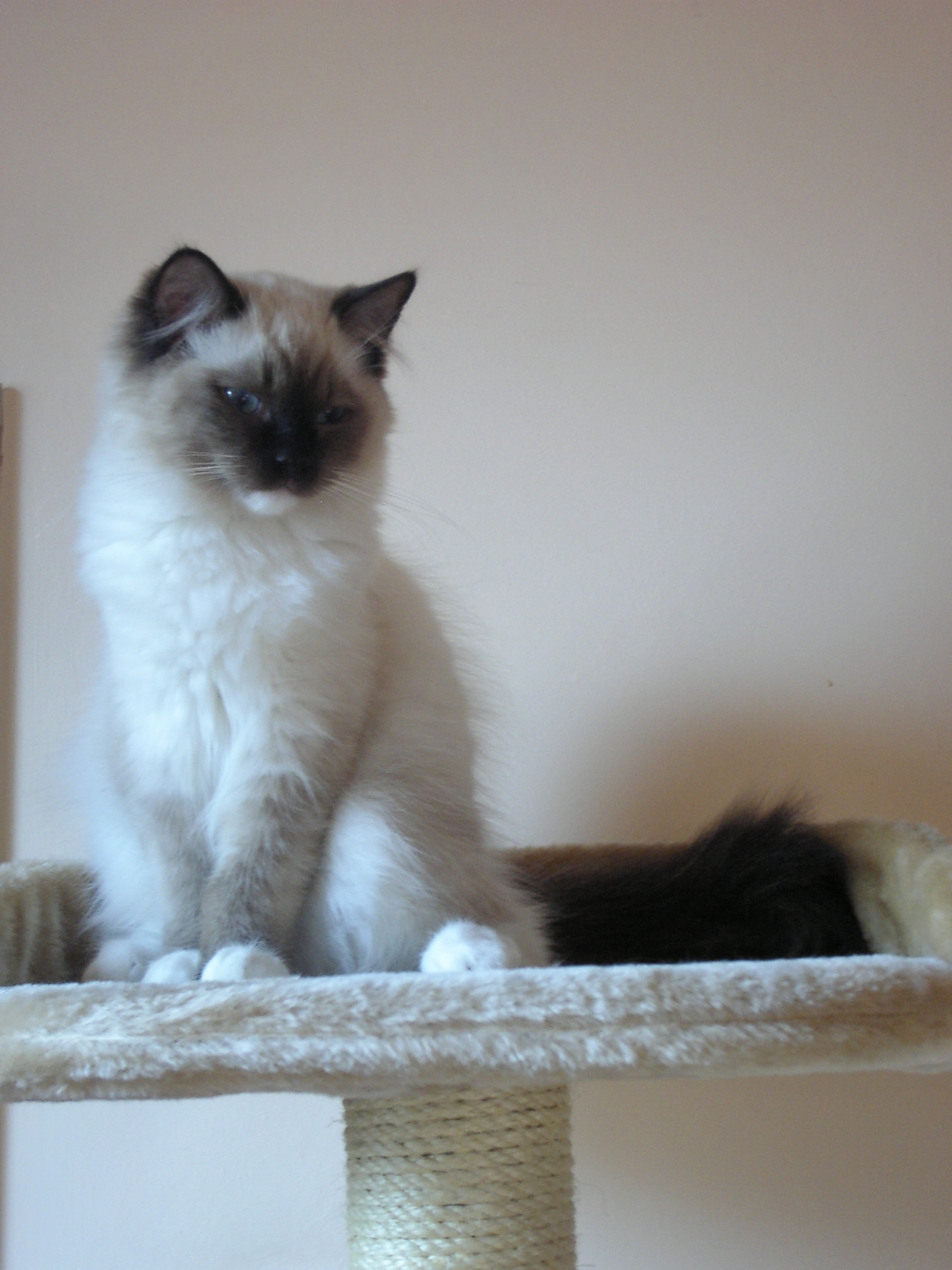
Une ragdoll seal mitted.
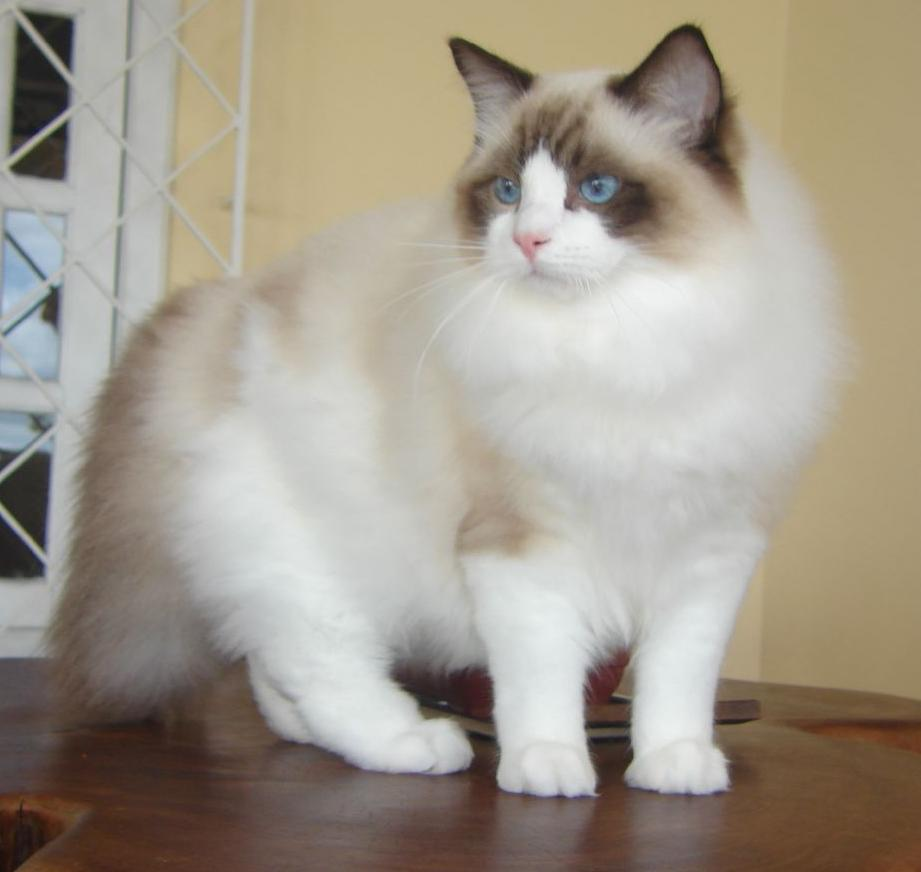
Un seal bicolore.
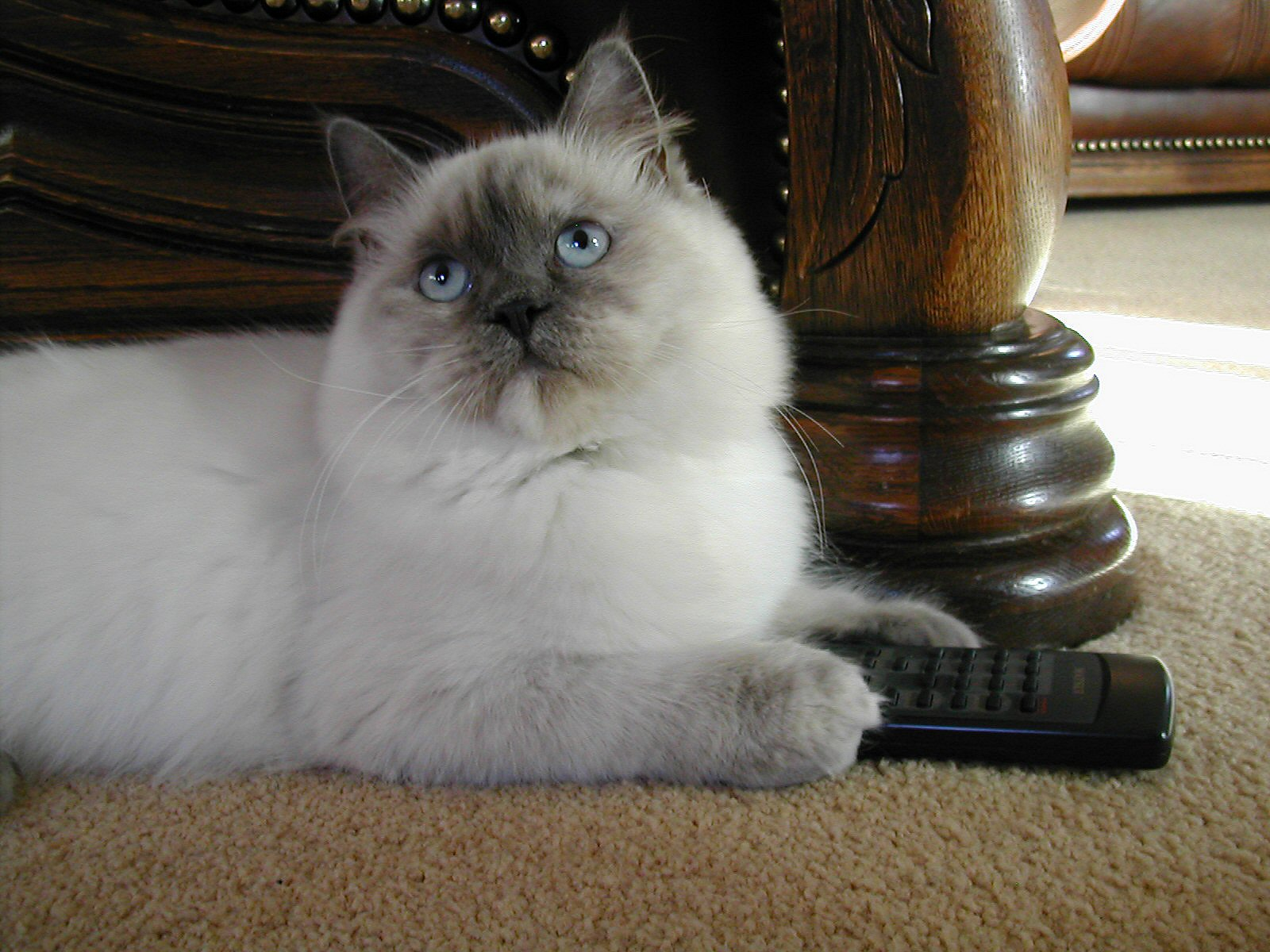
Un ragdoll lila tortie point.
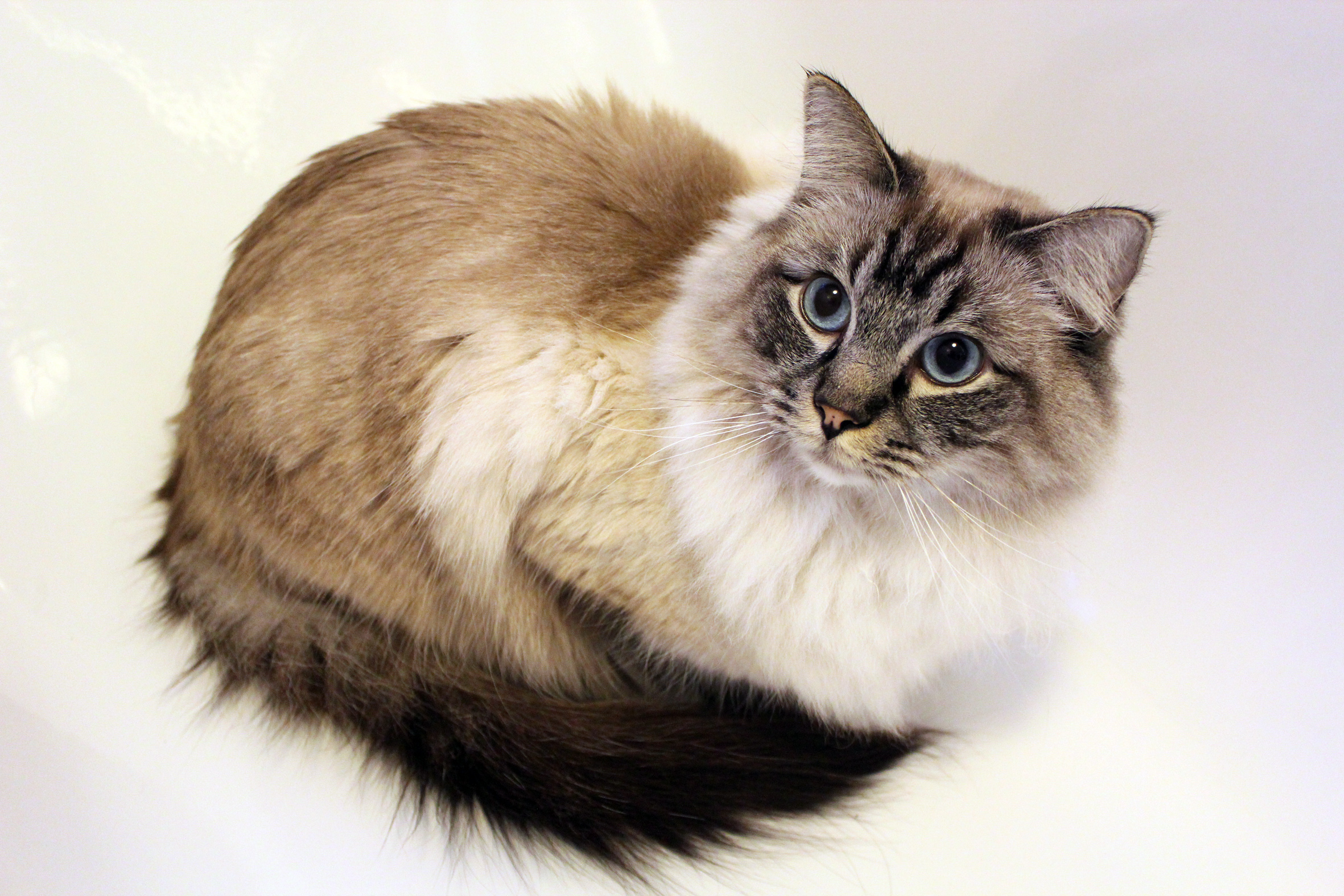
Un ragdoll seal tabby colourpoint.

Pour chacune de ces robes, le standard reconnaît toutes les couleurs dans les zones pigmentées :
le seal, le bleu, le chocolat, le lilas, le roux, le crème, le cannelle, le faon, l'argent, l'écaille de tortue, le smoke, le tabby (dit lynx), le torbie, etc.
Il existe également des ragdolls mink, solide et sépia dont les robes ne sont pas reconnues à l'heure actuelle.
Aucun croisement avec une autre race n'est autorisé.

## Caractère
Les ragdolls sont généralement décrits comme des chats/chiens (suivent leurs maîtres partout où ils vont) très proche de l'humain, équilibrés, calmes, doux, discrets et très affectueux. Ce chat ferait également preuve d'une grande discrétion jusque dans son miaulement, très doux. Il est casanier et s'adapte très facilement à une vie de famille dans un appartement comme dans une maison (sous surveillance). Le ragdoll serait un chat peu peureux et qui se soumet facilement et est sociable avec les autres animaux. Il ne prend pas conscience du danger et c'est pourquoi il est souvent déconseillé de le laisser sortir sans surveillance. Ces traits de caractère restent toutefois parfaitement propre à  chacun et sont différents selon le caractère de chaque chat.
Le Ragdoll est parfaitement adapté à la vie de famille et est très sociable avec les enfants.

## Élevage
Les éleveurs français sont encore peu nombreux mais se développent de plus en plus depuis 2015 . En 2009, le LOOF recensait 109 éleveurs ayant eu au moins une portée depuis 2003. Pourtant, si l'on ne prend en compte que les deux dernières années, il n'en reste que 91. Ces éleveurs ont généralement une seule portée sur l'année et ils sont moins de quatre à en déclarer plus de dix.

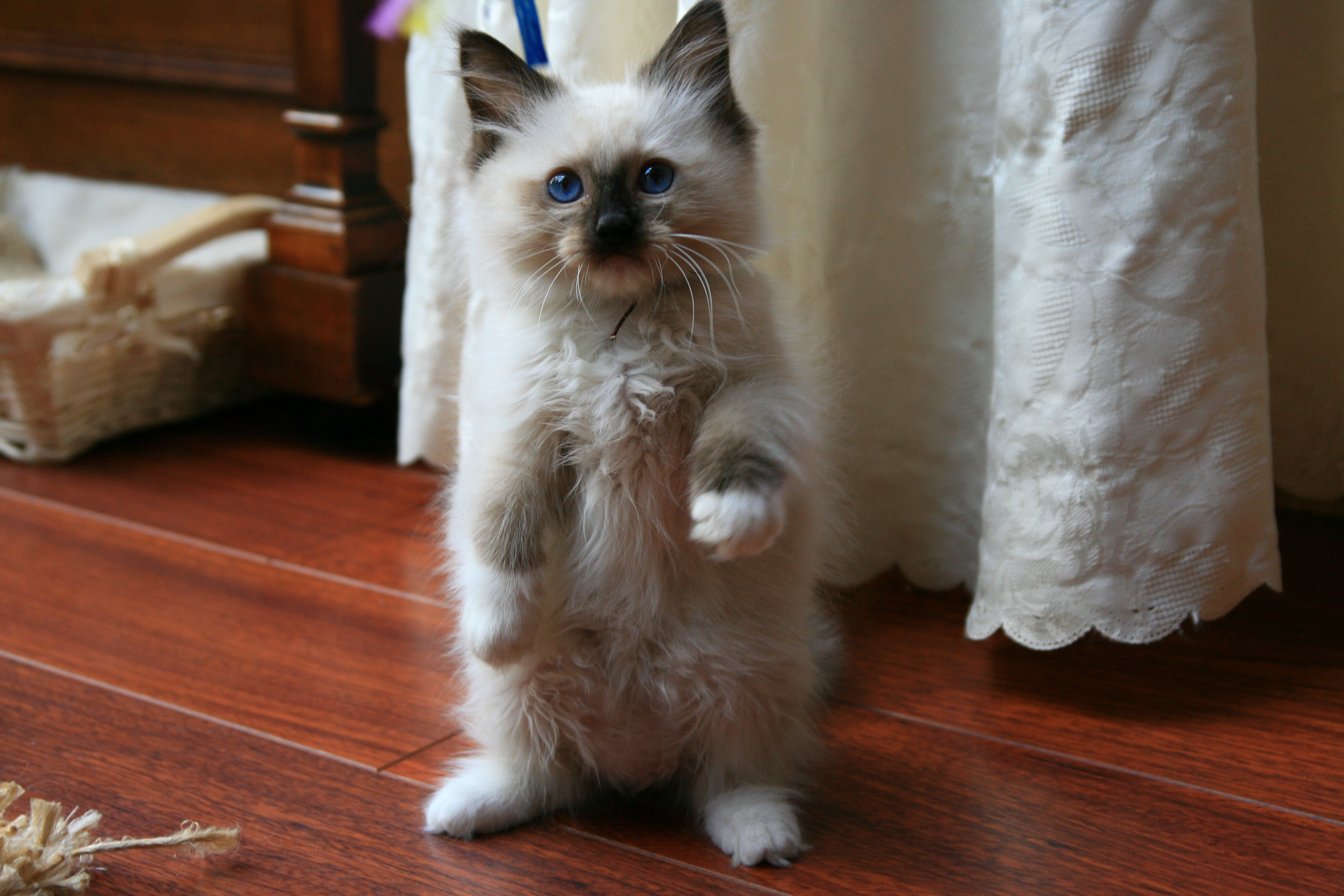
La couleur n'apparaît que lentement en commençant par le bout du nez.

### Reproduction
Les femelles ragdolls donnent naissance à un nombre moyen de 4 chatons par portée avec un extrême allant jusqu'à neuf chatons. Ces femelles, en France, sont au nombre de 206 mais seules 58 d'entre elles ont donné naissance à plus de la moitié des chatons. Elles ont en général entre un et trois ans avec un maximum de onze ans pour la plus âgée. Les mâles sont encore moins nombreux. 105 mâles reproducteurs ont eu au moins une portée au cours des deux dernières années, mais en moyenne, ils ne sont que vingt-trois à contribuer à plus de la moitié des chatons français. Ces mâles ont entre un et quatre ans, cela pouvant varier de six mois à treize ans.
Comme chez les autres races colourpoint, les chatons naissent entièrement blancs et leur couleur n'apparaît progressivement qu'avec les semaines.

### Santé
Comme tous les chats de race et de gouttière, le ragdoll est touché par la cardiomyopathie hypertrophique féline. Cette maladie est héréditaire de transmission autosomique dominante. Un test ADN spécifique à la race a été développé. Il détecte les mutations du gène MYBPC3, responsable du développement de la maladie. Le laboratoire français qui a établi ces tests génétiques pense qu'environ 20 % des ragdolls sont concernés par la mutation de ce gène. Un suivi par échographie est également conseillé pour les éleveurs afin d'éviter toute transmission et éradiquer la maladie. En effet, on sait que la mutation du gène MYBPC3 n'est pas la seule cause de HCM chez le chat.
La race est également touchée par la polykystose rénale, bien que cela soit bien moins répandu que chez le persan.
Pour les futurs propriétaires d'un ragdoll il est conseillé de demander les tests des reproducteurs afin de confirmer que leur progéniture ne soit pas porteuse de la HCMPC3 et de la PKD.
Un élevage professionnel et sérieux vous donnera les photocopies des tests négatifs (Normaux) effectués par les parents.

### Génétique

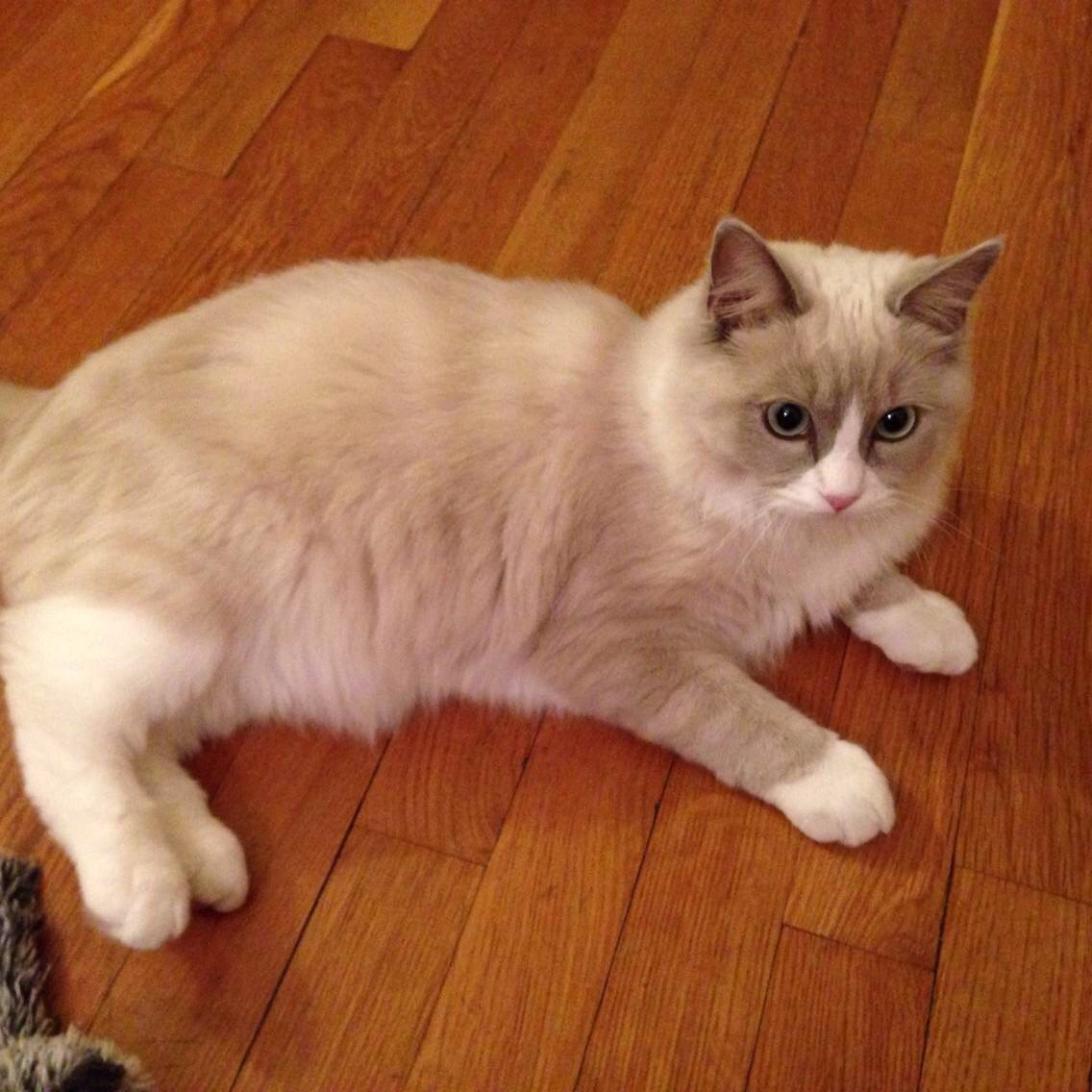
Ragdoll ganté (mitted) de blanc.

L'apparition de gants blancs (mitted en anglais) est encore partiellement indéterminée : un gène spécifique a été découvert chez le sacré de Birmanie par le laboratoire de génétique féline de l'université de Californie à Davis mais celui-ci est très faiblement présent chez le ragdoll.
Le caractère récessif de cette mutation permet de distinguer par croisements le sacré de Birmanie du ragdoll. Un test génétique spécifique existe afin de détecter le gène gl (pour gloving = gantage) « gantage birman ».